# Ambrosia (fromage)
 (février 2023).
Si vous disposez d'ouvrages ou d'articles de référence ou si vous connaissez des sites web de qualité traitant du thème abordé ici, merci de compléter l'article en donnant les références utiles à sa vérifiabilité et en les liant à la section « Notes et références ».
Pour les articles homonymes, voir Ambrosia.
L’ambrosia est un fromage italien au lait de vache, au goût doux et spécifique, avec une texture tendre et des petits trous.